# Toni Katić
Toni Katić (Macarsca, 9 luglio 1992) è un cestista croato.

## Biografia

### Club
Nato a Macarsca, cresce cestisticamente nell'Spalato, a 60 chilometri dalla sua città natale. Con la squadra un tempo nota come Jugoplastika viene progressivamente aggregato anche alla prima squadra e ci rimane fino al 2013. Nell'estate di quell'anno passa ai bosniaci del Široki e in due stagioni vince una Coppa Mirza Delibašić, la coppa nazionale.
Nel 2015 ritorna nel suo paese natale, trasferendosi al Cedevita Junior e dove disputa quattro stagioni, le sue più proficue, in cui vince tre campionati croati, coppe di Croazia e una supercoppa di Lega Adriatica. Nel 2019 rimane a Zagabria ma cambia sponda, passando al Cibona Zagabria disputando un campionato con 6.5 punti e 2.7 assist di media.
Rimasto senza contratto, il 7 dicembre si lega alla Dinamo Sassari come rinforzo dopo il grave infortunio occorso a Vasilije Pušica. In Sardegna ritrova coach Gianmarco Pozzecco, Miro Bilan e Filip Krušlin,  rispettivamente allora vice-allenatore e compagni di squadra ai tempi del Cedevita dal 2015 al 2017.

### Nazionale
Nelle selezioni giovanili ha disputato il Mondiale Under-19 del 2011, mentre nel 2018 ha indossato la maglia della Nazionale croata, insieme ai connazionali Bilan e Kruslin, disputando le qualificazioni ai Mondiali 2019.

## Palmarès
- Campionato croato: 3

Cedevita: 2015-16, 2016-17, 2017-18
- Coppa di Bosnia ed Erzegovina: 1

Široki: 2014
- Coppa di Croazia: 4

Cedevita: 2016, 2017, 2018, 2019
- Supercoppa di Lega Adriatica: 1

Cedevita: 2017
- Supercoppa di Romania: 1

U Cluj: 2021